# Acacia jacksonioides
Acacia jacksonioides é uma espécie de leguminosa do gênero Acacia, pertencente à família Fabaceae.